# Сатар Бахлулзаде
Сатар Бахлул оглу Бахлулзаде (на азербайджански: Səttar Bəhlul oğlu Bəhlulzadə) е азербайджански и съветски художник живописец. Известен е със създаването на свои големи лирически пейзажи възхваляващи природата на Азербайджан. Счита се за един от основоположниците на съвременната азербайджанска пейзажна живопис, а също е и основоположник на азербайджанския импресионизъм. Съществено допринася за развитието на азербайджанския пейзаж през 1960-те и 1970-те години.

## Биография
Роден е на 2 (15) декември 1909 г. в Амирджан, Руска империя. Имайки голямо желание да твори, през 1927 г. постъпва в Азербайджанския художествено техническо училище, където получава първоначално професионално художествено образование. Учи при художника Азим Азимзаде. След завършването на училището постъпва във вестник „Комунист“ като графичен художник. По съвет на Азимзаде заминава за Москва, където от 1933 до 1940 г. учи при Владимир Фаворский и Григори Шегал.
Най-известните му творби са: „Долина Гудиалчай“ (1953), „Вечер над Каспийско море“ (1959), „Мечтата на Земята“ (1963), „Пролет в моята Родина“ (1967), „Земята на Азербайджан“ (1970), „Бузовна. Бряг“ (1972). Всяка от тях се съхранява в Националния музей на изкуствата на Азербайджан в Баку.
Творбите му са представяни на републикански, всесъюзни и самостоятелни изложби, на изложби на съветско изобразително изкуство в Алжир, Египет, Ливан, Сирия, Тунис, Норвегия, ГДР, Чехословакия, България, Унгария, Румъния, Ирак, Куба, Канада, Белгия, Франция, Япония и други страни. През 1955, 1960, 1974 г. са организирани самостоятелни изложби на художника в Баку, през 1956 г. в Ереван и Тбилиси, през 1965 г. и 1973 г. в Москва, през 1966 г. в Прага. Картини от Бахлулзаде се съхраняват в музеи в Москва, Тбилиси, Ереван, Пекин и други градове.
Удостоен е с редица ордени и награди. Сред тях са Заслужил деятел на изкуството на Азербайджанска ССР (1960), Народен художник на Азербайджанска ССР (1963), лауреат на Държавна премия на Азербайджанска ССР (1972), удостояван е два пъти с орден „Червено знаме на труда“ (1959 и 1969).
Умира на 14 октомври 1974 г. в Москва, СССР.
На негово име е наречена улица в Баку. Родната му къща в село Амирджан е превърната в музей, в който са изложени лични вещи на художника и копия на някои от неговите картини. Над гроба му е издигнат паметник.